# Auf Wiedersehen, Jungs
Auf Wiedersehen, Jungs (Originaltitel: До свидания, мальчики, Do swidanija, maltschiki) ist ein sowjetischer Spielfilm unter der Regie von Michail Kalik aus dem Jahr 1966 nach dem gleichnamigen Roman von Boris Balter aus dem Jahr 1962.

## Handlung
Drei 18-jährige Jungs vertreiben sich Ende der 1930er Jahre in einer Kleinstadt am Meer ihre Zeit mit Schwimmen, politischen Diskussionen und Treffen mit gleichaltrigen Mädchen. Ihre Schulzeit geht dem Ende entgegen und als vorbildliche Komsomolzen werden sie für ein Studium an einer Militärschule vorgeschlagen. Der verantwortliche Armeekommissar kann sie davon überzeugen, nach drei Jahren diese Schule als Leutnants zu verlassen. Nur wie sie es ihren Eltern beibringen sollen, ist ihnen noch unklar. Deshalb gibt es zu Hause zunächst einmal Ärger. Erst ein Artikel in der Zeitung über ihre Delegierung, in dem sie noch einmal als Beste ihres Jahrgangs bezeichnet werden, bringt wieder etwas Stolz und Ruhe in die Familien.
Wolodja Below erzählt diese Neuigkeit sofort seiner Freundin Inka, die sich für ihn freut, da ihr Vater ebenfalls Soldat ist. Auf dem Heimweg bekommt er einen ersten flüchtigen Kuss von ihr. Als am folgenden Tag der Artikel in den Straßen zu lesen ist, sind die Jungs sehr stolz und stellen sich erst einmal rauchend neben einen solchen Aushang. Auch sind sie der Meinung, dass es Zeit ist, sich endlich einmal rasieren zu lassen und gehen zu einem Friseur. Danach werden sie zu einem Glas Wein eingeladen, bei dem es aber nicht bleibt. Inka ist überrascht, dass Wolodja nach Alkohol riecht, rasiert ist und raucht, deshalb verspricht sie ihm, nach ihrer Hochzeit bereits zum Frühstück schon Cognac zu servieren. Danach küssen sie sich das erste Mal richtig. Den Tag nach dem Schulabschluss verbringen die Jungs gemeinsam mit den Mädchen am Strand und am Abend gehen sie gemeinsam in eine kulturelle Veranstaltung. Auf dem Heimweg träumt Inka laut davon, wie sie Wolodja während der Ausbildung besuchen wird und verspricht, immer mit ihm zusammen bleiben zu wollen.
Die Musterung verläuft jedoch nicht nach den Vorstellungen der Jungs. Hier erfahren sie, dass sie getrennt werden, denn es geht für alle drei nicht zur Marine, sondern Wolodja und Witja sollen auf die Infanterieschule und Sascha ist für die medizinische Laufbahn vorgesehen. Inka nimmt diese Information gelassen auf, denn Wolodja wird trotzdem nicht länger als drei Jahre von ihr getrennt sein. Die letzten Tage vor der Einberufung wollen sie nun eigentlich zusammen verbringen, aber Inka muss mehrere Tage mit der Schule zu einem Einsatz in einen Kolchos fahren, um Unkraut zu zupfen. Beide sind darüber sehr unglücklich und Wolodja fährt ihr hinterher, obwohl er eigentlich die Stadt nicht mehr verlassen darf. Während er Inka zeigt, wie man das Unkraut am leichtesten entfernt, kommt ein Verantwortlicher der Helfer, um ihm zu sagen, dass seine Freunde ihn mit einem Boot abholen werden, denn am nächsten Tag sollen sie zur Armee einrücken. Inka bringt ihn noch zum Strand und beide sind sehr traurig. Am nächsten Tag wird Wolodja von seiner Mutter auf dem Bahnhof herzlich verabschiedet. Er sollte sie nie wiedersehen. Auf freier Strecke läuft plötzlich Inka einige Meter neben dem Zug her und ruft ihren Freunden zu: Auf Wiedersehen, Jungs. Witja starb 1941 bei Noworschew und Sascha wurde 1956 posthum rehabilitiert.
Der Film erhält seine Struktur durch die, als Zwischentitel eingegebenen, Erinnerungen Wolodjas. Historische kurze Filmausschnitte, auf den gesamten Film verteilt, vermitteln einen Zeitablauf von der Militarisierung in Deutschland, über den Krieg bis hin zur Heimkehr der sowjetischen Soldaten.

## Produktion und Veröffentlichung
Dieser Schwarzweißfilm hatte am 3. Januar 1966 in der Sowjetunion Premiere und dort über 13 Millionen Besucher.
Im Januar 2019 wurde der Film im Berliner Kino Arsenal unter dem Titel Auf Wiedersehen, Jungs in der Originalfassung mit deutschen Untertiteln vorgeführt. Sonstige bisherige Aufführungen in Deutschland nicht sind nachzuweisen.